# Алиханьян, Артём Исаакович
Артём Исаакович Алиханьян (арм. Արտեմ Իսահակի Ալիխանյան; 11 [24] июня 1908, Тифлис, Российская империя — 25 февраля 1978, Москва, СССР) — выдающийся армянский советский физик, член-корреспондент Академии наук СССР (1946), академик Академии наук Армянской ССР (1943). Создал школу физиков (В. П. Джелепов, П. Е. Спивак, Г. М. Гарибян, Н. М. Кочарян, А. О. Вайсенберг, В. Г. Кириллов-Угрюмов, М. С. Козодаев и др.). Лауреат Ленинской премии (1970), дважды лауреат Сталинской премии (1941, 1948).
Родной брат Абрама Исааковича Алиханова.

## Биография
Алиханьян родился в Тифлисе в армянской семье. 
Как рассказывает А. Мостинская, он «с детства очень хорошо знал, что такое тяжелый труд и голод: в 14 лет он был официантом в полулегальном тбилисском кабачке, где курили опиум, а по вечерам продавал газеты. В 16 лет на улице спас от замерзания молодого врача, который потом подготовил его для поступления в Ленинградский политехнический институт. Попав в Ленинград, Артем Исаакович был настолько счастлив, что сначала подал документы сразу в три учебных заведения: мореходку, Политехнический институт и университет. Долго колебался: море или математика? Победила математика». 
Окончил Ленинградский университет (1931).
В 1927—1941 годах работал в Ленинградском физико-техническом институте АН СССР. В 1943—1973 годах — директор Ереванского физического института и заведующий кафедрой Ереванского университета. В 1946—1960 годах руководил также кафедрой ядерной физики Московского инженерно-физического института и лабораторией элементарных частиц Физического института АН СССР.

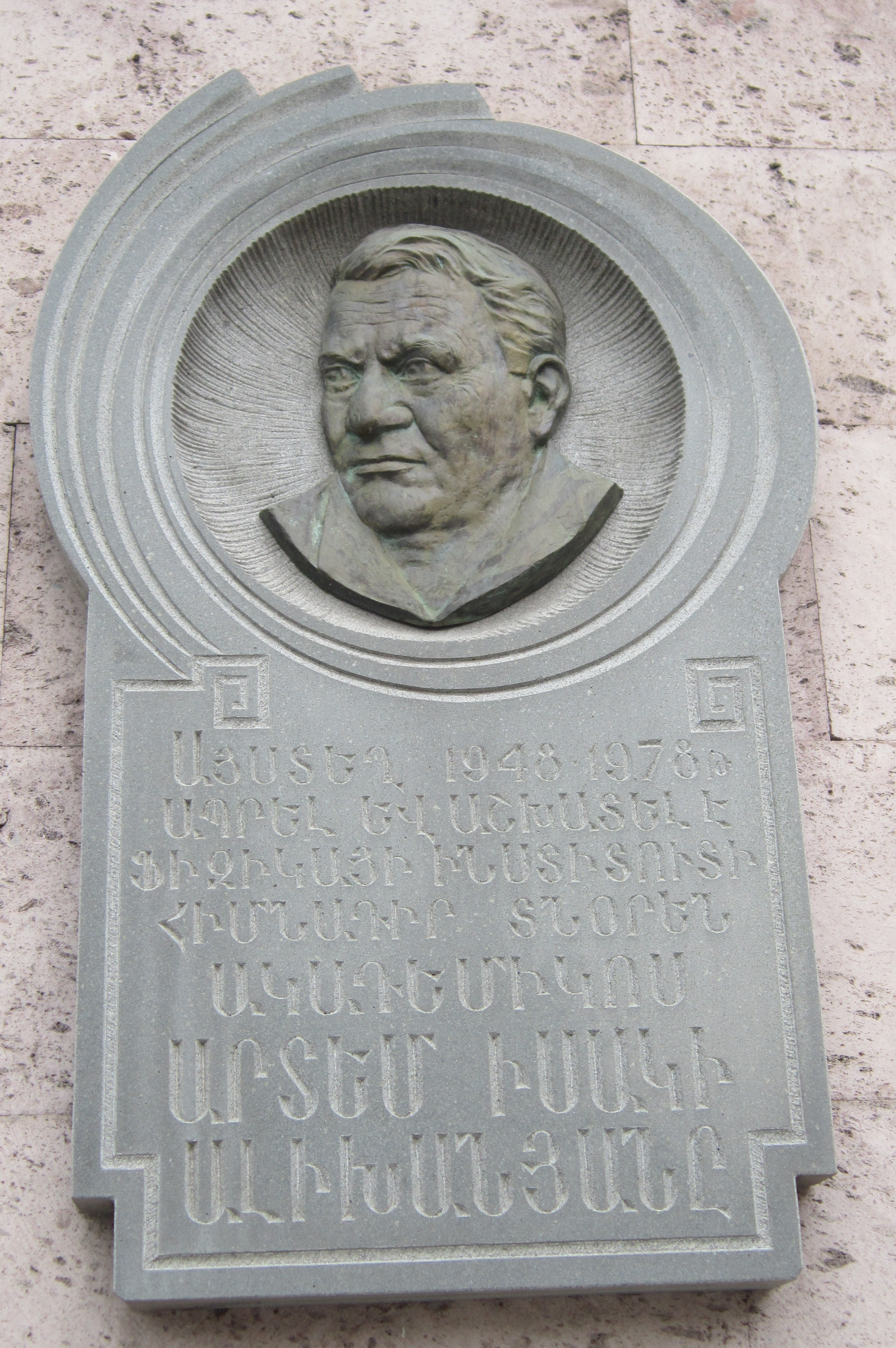
Мемориальная доска в Ереване, Проспект Маршала Баграмяна, 18

Работы посвящены ядерной физике, физике космических лучей, ускорительной технике, физике элементарных частиц.
В 1934 году в Государственном физико-техническом институте при ВСНХ входил в научно-исследовательскую группу (Б. С. Джелепов, А. И. Алиханов и А. И. Алиханьян), которые в 1934 году одними из первых наблюдали явление искусственной радиоактивности.
В том же году вместе с А. И. Алихановым (своим братом) и М. С. Козодаевым открыл образование электрон-позитронной пары в результате внутренней конверсии энергии возбужденного ядра. В 1936 году вместе с А. И. Алихановым и Л. А. Арцимовичем экспериментально доказал сохранение энергии и импульса при аннигиляции электрона и позитрона.
Обнаружил в составе космического излучения интенсивный поток быстрых протонов, интенсивную генерацию протонов быстрыми нейтронами, открыл ливни нового типа — так называемые «узкие ливни», получил первые указания на существование частиц с массами, промежуточными между массой мюона и протона, выдвинул идею о существовании в составе космического излучения большого количества нестабильных частиц и т. д.
Сразу после открытия супругами Жолио-Кюри искусственной радиоактивности А. И. Алиханьян с сотрудниками открыли первый искусственный радиоактивный элемент — кремний, испускающий отрицательные электроны. По оценке Л. Арцимовича, это открытие позволило понять, чем определяется знак заряда испускаемых при бета-распаде электронов.
В 1941 году получил Сталинскую премию второй степени.
Являлся начальником высокогорной станции по изучению космических лучей в Армении. Как отмечает Алла Мостинская: "О станции и ее руководителе ходили легенды: уникальные исследования проводились на высотах 3250 метров и 3700 метров, почти на пике самой высокой горы на территории Армении — Арагац, с применением электромагнитного спектрометра, равного которому в мире тогда не было". Его первая экспедиция на Арагац была в 1942 году. С началом же войны ранее, как повествует Мостинская: "А. И. Алиханьян одним из первых записался в ополченцы и был сразу же направлен в распоряжение Военно-морского флота на особо опасный участок Ленинградского фронта — в Кронштадт, где получил задание на проведение научных работ по оборонной тематике... Он регулярно прилетал в Ленинград, для чего ему приходилось пересекать линию фронта, чтобы принимать участие в работе комиссии по реализации оборонных предложений. Эти перелеты представляли собой огромную опасность и вызывали изумление у многих его коллег". Работы же по изучению космических лучей начались ещё в 1939 году в лаборатории брата Алиханьяна - Абрама Алиханова. Проведению дальнейших исследований, запланированных на Памире, помешала начавшаяся война. С целью продолжения исследований братья-физики обратились к академику С. И. Вавилову и вице-президенту АН СССР Л. А. Орбели с просьбой разрешить летом 1942 года осуществить экспедицию по исследованию космических лучей на горе Арагац. Экспедиция была разрешена, её членам было выдано оружие, Алиханьян же получил указание ЦК компартии Армении в случае прорыва немцев через Кавказ «слиться с одним из партизанских отрядов».
Беспартийный. В 1955 году подписал «Письмо трёхсот». Поддерживал физика, участника диссидентского движения Ю. Орлова, устроил поездку А. Сахарова и Е. Боннэр в Армению, имел тесные контакты с мастерами искусства (Мартирос Сарьян, Арутюн Галенц, Минас Аветисян), дружил с Михаилом Зощенко, Дмитрием Шостаковичем и Львом Ландау.
Исследовал свойства элементарных частиц на ускорителях, построил 570-литровую фреоновую пузырьковую камеру. Осуществлял проектирование и руководил сооружением в Ереване электронного синхротрона («АРУС») на энергию 6 ГэВ, который вступил в строй в 1967 году. Занимался созданием новых методов детектирования и измерения импульсов частиц высоких энергий. Разработал новый тип искровых камер — трековую камеру (Ленинская премия 1970 года). Основатель (1961) и организатор Нор-Амбердских весенних школ по физике элементарных частиц. Он был научным руководителем многих диссертаций.
Являлся прототипом главного героя в художественном фильме «Здравствуй, это я» (1967), номинированного на приз Каннского кинофестиваля.
Борис Иоффе в своей книге воспоминаний отозвался об Артёме Алиханьяне так:
«[Алиханьян] понял, что для выяснения природы ядерных сил необходимы эксперименты с частицами высоких энергий»…, «тесное сотрудничество экспериментаторов и теоретиков».

## Работы
«Интеллект воспламеняется от интеллекта», - говорил Артем Алиханьян.
- А. И. Алиханов, А. И. Алиханьян. Искусственное получение радиоактивных элементов. — УФН, 1935, № 2.
- А. И. Алиханов, А. И. Алиханьян. Новые данные о природе космических лучей. — УФН, 1945, № 1.
- А. И. Алиханян, С. А. Хейфец, С. К. Есин. Накопители электронов и позитронов. — УФН, 1963, Т.81, № 9.
- А. И. Алиханян, С. А. Хейфец. Современное состояние физики и техники ускорения. — УФН, 1970, Т.101, № 6.

## Награды, премии, почётные звания
- Сталинская премия II степени (1941) — за научные работы по исследованию радиоактивности, опубликованные в 1936, 1938 и 1940 годах
- Сталинская премия I степени (1948) — за научные исследования в области космических лучей, результаты которых изложены в статьях: «Состав мягкой компоненты космических лучей на высоте З250 м над уровнем моря», «О существовании частиц с массой, промежуточной между массой мезотрона и протона», «Спектр масс варитронов» (1947)[12]
- Ленинская премия в области науки и техники (1970) — за работу «Трековые искровые камеры»
- Премия Совета Министров СССР (1973)[13]
- Два ордена Трудового Красного Знамени (10 июня 1945, 24 июня 1968 — за заслуги в области развития ядерной физики и в связи с шестидесятилетием со дня рождения)[13][14][15]
- Заслуженный деятель науки Армянской ССР (1967)[15]